# Sagittabodes sagitta
Sagittabodes sagitta är en kvalsterart som först beskrevs av Balogh och Sandór Mahunka 1966.  Sagittabodes sagitta ingår i släktet Sagittabodes och familjen Carabodidae. Inga underarter finns listade i Catalogue of Life.